# Octomeria longifolia
Octomeria longifolia är en orkidéart som beskrevs av Rudolf Schlechter. Octomeria longifolia ingår i släktet Octomeria och familjen orkidéer. Inga underarter finns listade i Catalogue of Life.